# Olga Printzlau
Olga Printzlau (13 de dezembro de 1891 – 8 de julho de 1962)[carece de fontes?] foi uma roteirista norte-americana. Ela escreveu os roteiros para 69 filmes, entre 1915 e 1933. Ela também escreveu uma peça de teatro, Window Panes, que foi encenada na cidade de Los Angeles, em 1928, e ganhou elogios do jornal Los Angeles Times.

## Filmografia selecionada
- Where the Forest Ends (1915)
- The Ring of Destiny (1915)
- Why Change Your Wife? (1920)
- Conrad in Quest of His Youth (1920)
- White Man (1924)
- Camille (1926)